# Cryptocarya nitens
Cryptocarya nitens là loài thực vật có hoa trong họ Nguyệt quế. Loài này được (Blume) Koord. & Valeton miêu tả khoa học đầu tiên năm 1904.